# Batocera maculata
Batocera maculata es una especie de escarabajo longicornio del género Batocera,  subfamilia Lamiinae. Fue descrita científicamente por Schönherr en 1817.
Se distribuye por Camboya, Indonesia, India, Tailandia y Malasia. Mide 44-70 milímetros de longitud. El período de vuelo ocurre en los meses de abril a agosto.